# سیارک ۱۴۹۷۵
سیارک ۱۴۹۷۵ (به انگلیسی: 14975 Serasin، نامگذاری:1997SA3) چهارده هزار و نهصد و هفتاد و پنجمین سیارک کشف شده‌است که در ۲۴ سپتامبر ۱۹۹۷ کشف شد.
قدر مطلق سیارک برابر ۲۲.۴ است.